# 京都府の歌
「京都府の歌」（きょうとふのうた）は日本の都道府県の一つ、京都府が1984年（昭和59年）に制定した府歌である。作詞・田中秀果、補作・京都府歌制定委員会、作曲・團伊玖磨。

## 解説
京都府は長らく府歌を制定していなかったが、1988年（昭和63年）の京都国体と1994年（平成6年）の平安建都1200年記念を控えて府歌制定委員会が組織され歌詞の公募を実施した。入賞した歌詞を府歌制定委員会が補作し、制定委員の團伊玖磨が作曲を行い1984年（昭和59年）3月22日に全国44番目（通説では1947年制定の「兵庫県民歌」を飛ばして43番目）の都道府県民歌として制定されたのが本曲である。制定に際しては京都会館で発表式が行われ、京都市交響楽団が初演奏を行っている。
ビクター音楽産業（現JVCケンウッド・ビクターエンタテインメント）が京都府からの委託を受けて立川清登と斉藤昌子の歌唱によりシングル盤を製作している（非売品）。このレコードのB面収録曲は、京都府混声合唱団の歌唱による混声曲バージョンである。
京都府が主催する行事の他に演奏されることは少ないが、2008年（平成20年）に発売されたCD『團伊玖磨 吹奏楽作品集Vol.2』（3SCD-0006）に行進曲バージョンが収録されている。